# ウルフギャング・ヴァン・ヘイレン
ウォルフガング・ヴァン・ヘイレン（Wolfgang Van Halen、1991年3月16日 - ）は、アメリカのベーシスト。ハードロックバンド・ヴァン・ヘイレンのメンバー。ニックネームは、ウルフ(Wolf)、またはウルフィー(Wolfie)。
同バンドのギタリストのエドワード・ヴァン・ヘイレンの長男。母はイタリア系女優のヴァレリー・バーティネリ(Valerie Bertinelli)である。同バンドのドラマーのアレックス・ヴァン・ヘイレンは伯父にあたる。名前は、父エドワードが尊敬していたヴォルフガング・アマデウス・モーツァルトを由来としている。エディとヴァレリーの離婚後も、両者が共同で親権を持っている。

## 経歴
2004年でのサミー・ヘイガーを迎えたラインナップによるヴァン・ヘイレン再結成ツアーで、エディのソロ演奏の際に特別出演し、親子でパフォーマンスを披露。資料によっては、これを彼の音楽デビューとする場合もある。その後、2006年にマイケル・アンソニーに代わりヴァン・ヘイレンのベーシストとなった。アルバムのレコーディングには、2012年リリースの『ア・ディファレント・カインド・オブ・トゥルース』より参加。なお、そのスケジュールは、学業期間などに合わせて調節され、エディのインタビュー内の発言通り、彼の成人後に当アルバムのレコーディングが行われている。
2020年11月17日、自身のソロプロジェクトであるマンモスWVHをスタートさせた。ソロプロジェクトでは、ギター、ベース、ドラムを演奏するほか、ボーカルもこなす。
他にも、ブライアン・マーシャルの後任として、マーク・トレモンティのソロバンドのツアーにも参加している。

## 人物
小さい頃から父親・エディのスタジオでのリハーサルを自分の意志で見学しているうちに、少しずつ音楽をやってみたいという気持ちが芽生え始めた。このため、音楽活動に関心を持つようになった経緯を「父からの影響って言うより、自然の成り行きだね」、と話している。ちなみに、最初に演奏したのは、父親から10歳の誕生日プレゼントとして買ってもらったドラムである。その後、息子の気持ちを知った父親からの誘いもあって、ギターを演奏するようになり、やがてベースに転向していった。ウォルフガングは、当時を振り返って「最初はずっとギターしてて、ベースなんてギターの簡単バージョンだろ？って思ってたけど甘かったよ」と語っている。ただ、ギターを演奏したおかげでベースを上手に演奏するコツが掴めた、と付け加えている。
なお、バンド内の担当楽器であるベースや、先述のドラムやギターの他に、父親と同じくキーボードも弾くことができる。
好きなベーシスト・影響を受けたベーシストに、プライマスのレス・クレイプール、ザ・フーのジョン・エントウィッスル、クリームのジャック・ブルース、トゥールのジャスティン・チャンセラー、ミューズのクリス・ウォルステンホルムなどを挙げている。

## ディスコグラフィ

### ヴァン・ヘイレン
- 『ア・ディファレント・カインド・オブ・トゥルース』 - A Different Kind of Truth（2012年)
- 『ライヴ・イン・ジャパン』 - Tokyo Dome Live in Concert（2015年）

### トレモンティ
- Cauterize（2015年）
- Dust（2016年）

### マンモスWVH
- Mammoth WVH（2021年）
- Mammoth II（2023年）

### 参加作品
- ヘイルストーム『The Strange Case Of...』（2012年）
- クリント・ロウリー（英語版）『God Bless the Renegades』（2020年）